# Улица Джона Рида (Санкт-Петербург)
Улица Джо́на Ри́да — улица в Невском районе Санкт-Петербурга. Проходит от улицы Коллонтай до проспекта Пятилеток.

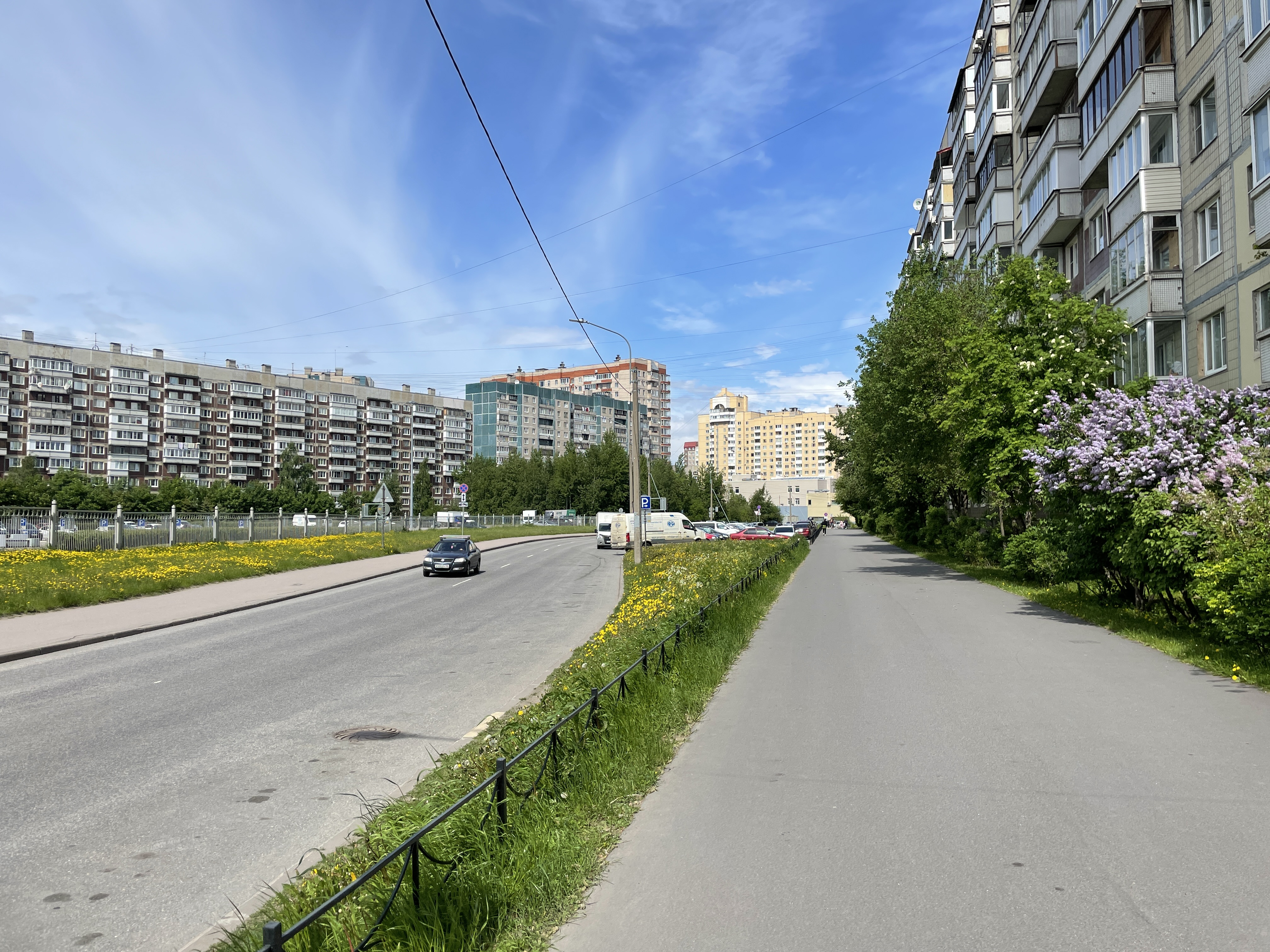
Вид в сторону проспекта Пятилеток

## История
Название улице было присвоено 3 марта 1975 года в честь американского журналиста Джона Сайласа Рида. Фактически участок улицы Джона Рида от улицы Бадаева до проспекта Пятилеток появился в начале 1990-х годов.
19 декабря 2005 года в доме по адресу улица Джона Рида, дом 5 корпус 2, где жил в 1996—2004 годах Герой Российской Федерации Виктор Евгеньевич Дудкин, была установлена мемориальная доска в память о нём.
19 ноября 2011 года, рядом с Центром водных видов спорта, был торжественно открыт парк Боевого Братства (на тот момент неофициально называвшийся парком Воинской Славы).
В декабре 2011 года улицу Джона Рида продлили от улицы Бадаева до улицы Коллонтай, выведя её в створ улицы Белышева, но сквозной проезд с одной улицы на другую невозможен.
22 декабря 2011 года по адресу улица Джона Рида, дом 2 был торжественно открыт Центр водных видов спорта «Невская волна».

## Здания
- Центр водных видов спорта «Невская волна» (дом 2).
- ГОУ СОШ № 625 с углублённым изучением математики им. Героя Российской Федерации В. Е. Дудкина (дом 6).

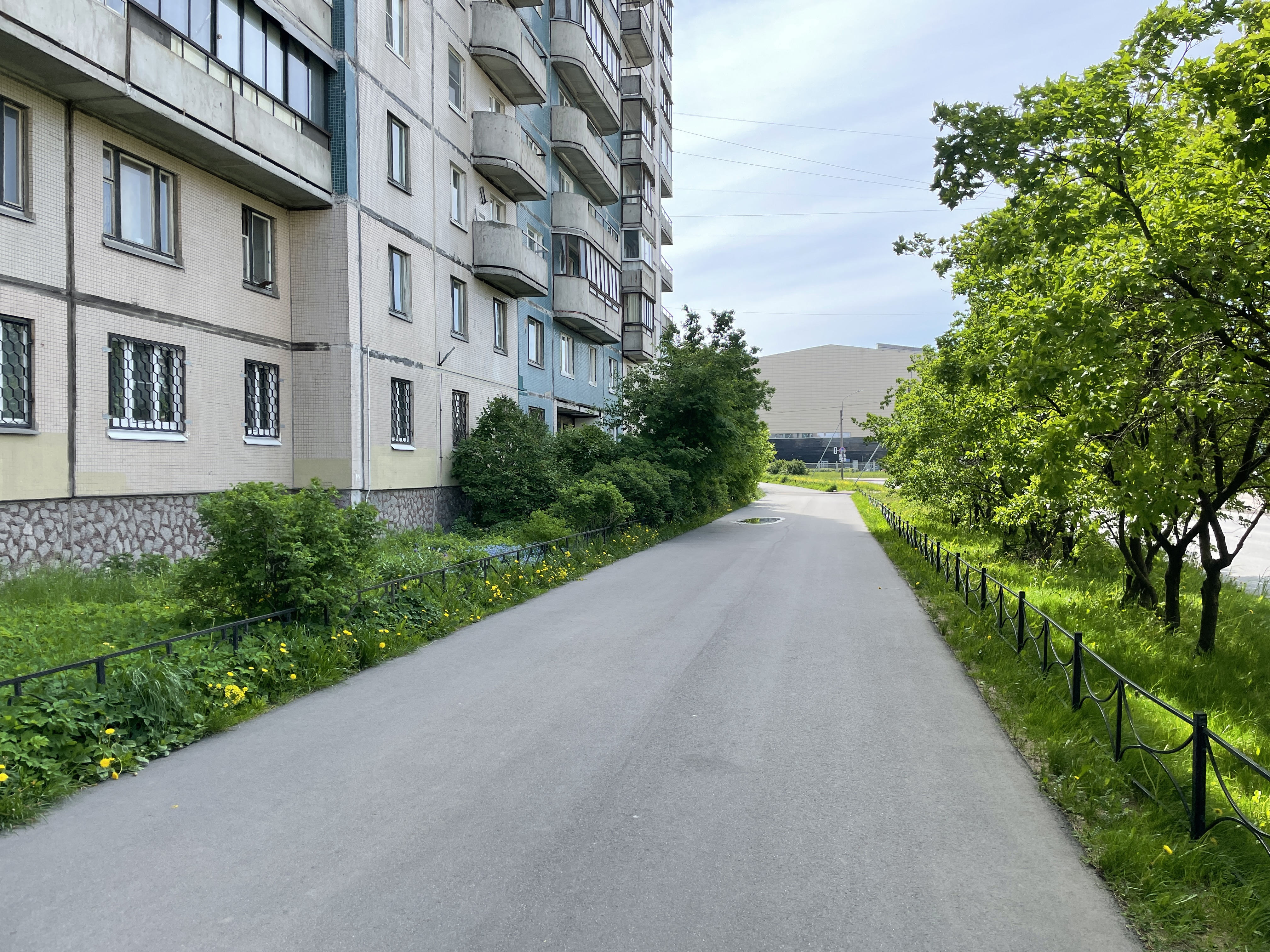
Дом № 9 (слева) по улице Джона Рида
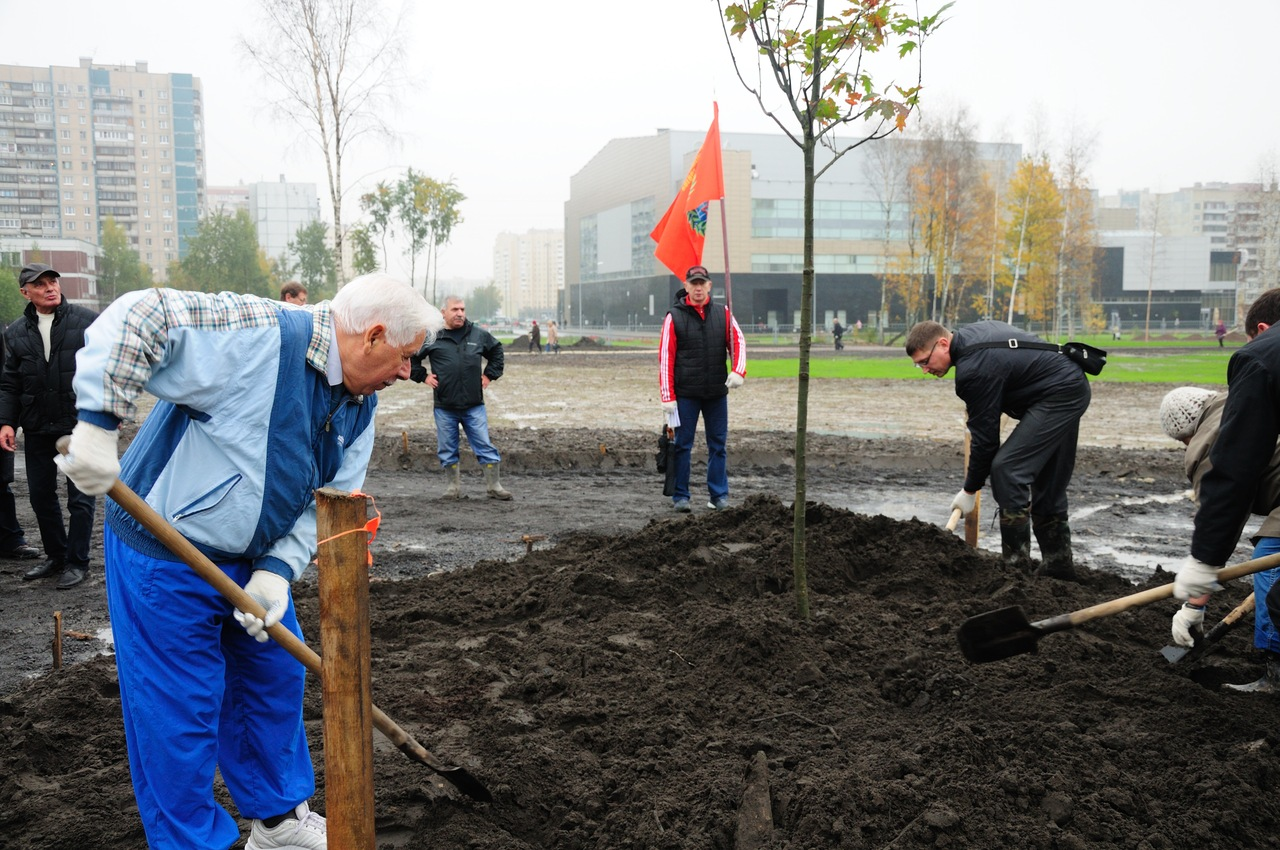
Высадка деревьев в парке Боевого Братства
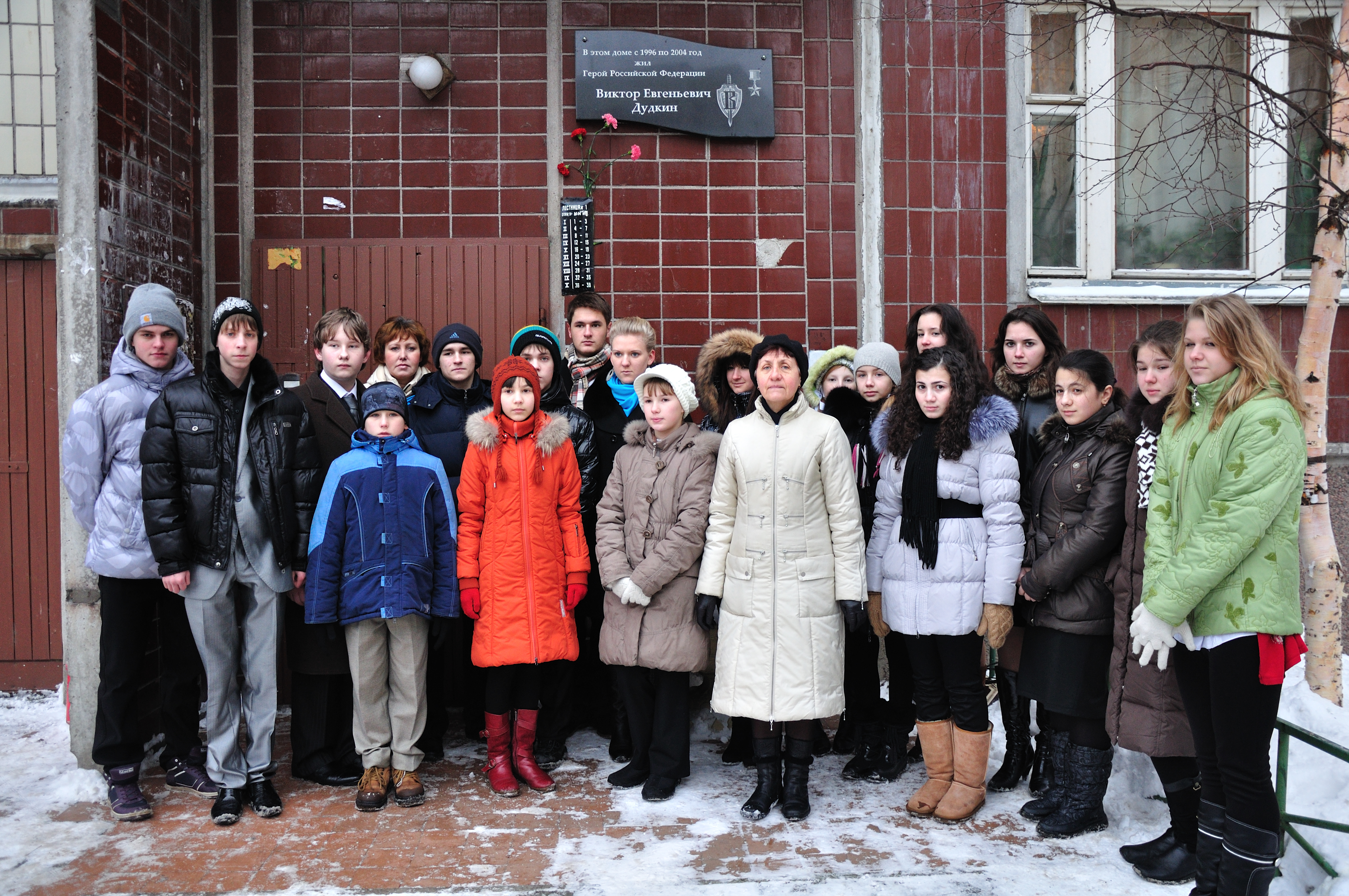
Мемориальная доска в память о В. Е. Дудкине

## Пересечения
Улица граничит или пересекается со следующими магистралями:
- улица Коллонтай
- улица Бадаева
- проспект Пятилеток